# Episodi di Street Sharks - Quattro pinne all'orizzonte (prima stagione)
La prima stagione di Street Sharks - Quattro pinne all'orizzonte è andata in onda negli Stati Uniti nel 1994 ed è composta da 13 episodi.
| Nº | Titolo                      | Titolo originale   | Prima TV Stati Uniti |
| -- | --------------------------- | ------------------ | -------------------- |
| 1  | Vita da squali              | Sharkbait          | 7 settembre 1994     |
| 2  | Trappola per squali         | Sharkbite          | 14 settembre 1994    |
| 3  | Squali di pronto intervento | Sharkstorm         | 21 settembre 1994    |
| 4  | Salvataggio squalo          | Shark Quest        | 28 settembre 1994    |
| 5  | Squalo avvelenato           | Lone Shark         | 7 ottobre 1994       |
| 6  | Gli squali del rock         | Shark n' Roll      | 14 ottobre 1994      |
| 7  | Squali d'acqua dolce        | Fresh Water Sharks | 21 ottobre 1994      |
| 8  | Squalo terapia              | Shark Treatment    | 28 ottobre 1994      |
| 9  | Squalo prigioniero          | Road Sharks        | 7 novembre 1994      |
| 10 | Squali sul ring             | Shark Fight        | 14 novembre 1994     |
| 11 | Squali di pattuglia         | Sky Sharks         | 21 novembre 1994     |
| 12 | Squalo d'acciaio            | Shark of Steel     | 28 novembre 1994     |
| 13 | Squali in una grotta        | Shark Source       | 28 novembre 1994     |

## Vita da squali
- Titolo originale: Sharkbait
- Prima TV Stati Uniti: 7 settembre 1994

Nell'inquinatissima città di Fission City il malvagio scienziato Paradigm, con lo scopo di togliere agli esseri umani quelli che lui considera essere lati negativi, sta conducendo degli esperimenti utilizzando il DNA di alcuni animali, grazie al quale dà a un pesce spada e a un'aragosta delle sembianze semi-umane iniettando loro un preparato da lui realizzato. Ne inietta uno simile al dottor Bolton, un suo collega, finendo per trasformarlo in un mostro. Decide quindi di creare una nuova formula, che poi inietta ai quattro figli di Bolton, finendo per trasformarli in uomini-squalo molto voraci, in grado di mangiare sostanzialmente qualsiasi cosa. I quattro vengono inseguiti dalla polizia, e per scappare si fanno aiutare dal loro amico Benz, che decide di ribattezzarli "Street Sharks". I quattro fratelli vengono poi presi di mira anche da Paradigm, che vuole sottoporli a nuovi esperimenti, e vengono infine accerchiati da alcuni veicoli armati dell'esercito.

## Trappola per squali
- Titolo originale: Sharkbite
- Prima TV Stati Uniti: 14 settembre 1994

Paradigm si prepara a sottoporre gli Street Sharks ai suoi esperimenti, ma i quattro vengono liberati da Lena, una collega del loro padre, e riescono poi a fuggire grazie all'aiuto di Benz, che dà loro dei veicoli motorizzati per muoversi in strada. Tuttavia Paradigm cattura Benz, attirando così a sé gli squali, cui è intenzionato a iniettare una sostanza contenente il DNA di una piragna (che a detta sua dovrebbe togliere l'unico problema "umano" a loro rimasto, ovvero la compassione), finendo però per iniettarla a sé stesso, assumendo così le sembianze di tale animale, tanto che gli Street Sharks lo soprannominano "Dottor Pirana". Paradigm riesce però a farli finire in un separatore di particelle.

## Squali di pronto intervento
- Titolo originale: Sharkstorm
- Prima TV Stati Uniti: 21 settembre 1994

Gli Street Sharks riescono a liberarsi, ma vengono visti male dai cittadini, che tra l'altro credono che sia stato loro padre a trasformarli. Intanto il Dottor Pirana torna al suo aspetto originario del dottor Paradigm, in quanto la sostanza che l'ha trasformato era instabile. Paradigm manda i suoi due mostri, travestiti da Street Sharks, in città a compiere azioni criminali, così che la colpa ricada sugli squali. Tuttavia ad un certo punto si trasforma nuovamente in Pirana e da ciò gli Street Sharks capiscono che si trasformi ogni volta che si arrabbia. Gli Street Sharks riescono poi a sconfiggere Pirana, che ha però lanciato sulla città un razzo che contiene il famigerato liquido, con l'intenzione di trasformare più abitanti possibili, ma il gruppo di squali riuscirà a risolvere il problema.

## Salvataggio squalo
- Titolo originale: Shark Quest
- Prima TV Stati Uniti: 28 settembre 1994

Paradigm è riuscito a sopravvivere e rapisce Slamm, uno degli Street Sharks. Quando i suoi fratelli arrivano per salvarlo, Paradigm mette a Slamm un casco per far sì che ubbidisca ai suoi ordini ma, grazie all'intervento dei fratelli, lo squalo non viene soggiogato e si toglie il casco, salvandosi. Più tardi Lena annuncia agli Street Sharks di voler andare a lavorare col dottor Paradigm, così da poter scoprire eventuali segreti che tiene nascosti.

## Squalo avvelenato
- Titolo originale: Lone Shark
- Prima TV Stati Uniti: 7 ottobre 1994

La polizia si rende conto che qualcuno è entrato in casa del dottor Bolton, nonostante lui non si veda da parecchio tempo, e nota che il suddetto ha lasciato delle grosse tracce di bava e che, a quanto pare, ha guardato gli album fotografici di famiglia. Paradigm modifica poi geneticamente un calamaro, trasformandolo nel mostro velenoso Killermaro, che gli fa da aiutante assieme a Slobster (l'aragosta) e Slash (il pesce spada). I tre mostri irrompono a casa di Bolton, riuscendo a rubare delle informazioni genetiche grazie alle quali Paradigm riesce a creare una nuova formula. In tutto ciò hanno dovuto affrontare gli Street Sharks, e uno dei quattro, Jab, viene colpito dal veleno di Killermaro. I mostri ne approfittano poi per rapire lo squalo avvelenato, ma i suoi fratelli riusciranno a salvarlo. Jab viene poi guarito grazie a un antidoto creato usando una formula che è stata loro comunicata da un misterioso informatore tramite il computer di Benz.

## Gli squali del rock
- Titolo originale: Shark n' Roll
- Prima TV Stati Uniti: 14 ottobre 1994

Il giovane chitarrista Melvin Kresnik alloggia in un albergo e, dopo aver mangiato dei popcorn salati da una persona che alloggiava lì, si trasforma in un uomo-squalo. Così ridotto, Melvin decide di ribattezzarsi Rox e si presenta alle prove per un concerto organizzato da Benz, nel quale ha subito molto successo. Paradigm tenta di convincere Rox ad aiutarlo a sbarazzarsi degli Street Sharks, ma lui, dopo aver accettato, fa amicizia con gli squali, decidendo di non aiutare più lo scienziato. Lena e Rip, uno degli squali, scoprono che chi mangia del popcorn prodotto da Paradigm e beve un bicchier d'acqua (che è stata contaminata dal suddetto) finisce per trasformarsi in uno squalo che segue gli ordini del dottore. Questo effetto di manipolazione mentale non ha però effetto mangiando del sale, ed è per questo che Rox è un libero pensatore. Gli squali capiscono che Paradigm ha intenzione di trasformare in squali il pubblico del concerto di Benz distribuendo del popcorn, ma riescono a sventare la minaccia.

## Squali d'acqua dolce
- Titolo originale: Fresh Water Sharks
- Prima TV Stati Uniti: 21 ottobre 1994

Paradigm riesce a convincere molti dei cittadini di Fission City che gli Street Sharks stiano tentando di modificare geneticamente le persone per renderle dei mostri come loro, annunciando di aver preparato un vaccino sotto forma di pastiglia che ha effetto se bevuto con un bicchier d'acqua del rubinetto. Gli Street Sharks tentano di procurarsi alcuni pastiglie in anticipo per analizzarle, finendo però col far saltare in aria l'intera fabbrica che le produce. Paradigm riesce a salvare parte del vaccino, che decide di distribuire al sindaco e agli assessori della città. Gli squali sono tuttavia riusciti a sopravvivere all'esplosione e a salvare alcune pastiglie, che Rip analizza, scoprendo che, assumendole con l'acqua contaminata da Pirana, si verrebbe trasformati in mostri al comando di Paradigm. Sotto consiglio del loro misterioso informatore, gli squali decidono di occuparsi non delle pastiglie ma piuttosto dell'acqua cittadina, che riescono a decontaminare. Così facendo il "vaccino" non ha alcun effetto quando poi viene assunto dal sindaco e dagli assessori.

## Squalo terapia
- Titolo originale: Shark Treatment
- Prima TV Stati Uniti: 28 ottobre 1994

Gli Street Shark continuano a sventare i crimini che avvengono a Fission City, cominciando ad essere benvoluti dai cittadini. Paradigm decide quindi di trasformare un uomo di nome Jets Taylor, che scoprirà poi essere un vecchio amico degli squali, dandogli le sembianze di un'orca ai suoi ordini. Jets, ribattezzato Moby Lick, attira a sé gli Street Sharks in un vecchio magazzino, con l'intento di stancarli e far bere loro l'acqua presente all'interno, che però è stata contaminata in modo da manipolare la loro mente in caso la bevessero. Gli squali riescono però a riconoscere il loro amico che, dopo aver sudato, finisce per espellere tutta l'acqua contaminata, non ubbidendo più agli ordini di Pirana. Moby Lick avverte gli Street Sharks del piano di Paradigm, e loro fanno così saltare in aria il magazzino.

## Squalo prigioniero
- Titolo originale: Road Sharks
- Prima TV Stati Uniti: 7 novembre 1994

Paradigm riesce a catturare Streex, uno degli squali, e lo trasporta in un camion per andare in laboratorio così da modificare i suoi geni, ma gli altri Street Sharks, aiutati da Moby Lick, riescono a salvarlo. Dopo l'accaduto Moby Lick saluta i suoi amici, avendo deciso di partire.

## Squali sul ring
- Titolo originale: Shark Fight
- Prima TV Stati Uniti: 14 novembre 1994

Rox si presenta a Fission City per ritirare un premio come miglior artista rock emergente. Dato che Lena ha inserito in un dischetto le prove che rivelano le colpe di Paradigm, Rox, sotto consiglio di Rip, tiene una conferenza stampa durante la quale annuncia che, durante il ritiro del premio, avrebbe rivelato chi fosse il vero colpevole che li ha trasformati. Paradigm tuttavia si rende conto della situazione, e fa rubare il dischetto, modificandone il contenuto. Lena riesce a ricrearne una copia, che però Paradigm riesce a sostituire, così, nonostante la cerimonia sia inizialmente un successo, quando il contenuto del dischetto viene rivelato, al suo interno Rox annuncia che il colpevole fosse il sindaco della città. Paradigm ha vinto, ma gli Street Sharks si ripromettono di fermarlo.

## Squali di pattuglia
- Titolo originale: Sky Sharks
- Prima TV Stati Uniti: 21 novembre 1994

Dopo che gli Street Sharks, scontrandosi coi mostri di Paradigm, hanno finito per distruggere il suo albergo, un uomo lascia che lo scienziato lo sottoponga ai suoi esperimenti, e lui finisce con l'unire il suo corpo a quello di una murena e a quello di un'anguilla elettrica, creando così il mostro Repteel. Il suddetto, sotto ordine di Paradigm, parte per rubare un componente elettrico che serve allo scienziato, scontrandosi con gli Street Sharks. Gli squali riescono a catturare Repteel e a consegnarlo alla polizia, ma Pirana riesce comunque a procurarsi il componente di cui aveva bisogno.

## Squalo d'acciaio
- Titolo originale: Shark of Steel
- Prima TV Stati Uniti: 28 novembre 1994

La polizia è d'accordo col consegnare Repteel a Paradigm perché, tramite un'operazione, lo faccia diventare mansueto, ma lo scienziato, volendolo mantenere cattivo com'è, decide di farlo evadere di notte. Per attuare questo piano utilizza Sharkbot, un robot di sua invenzione in grado di assumere parzialmente le sembianze di uno squalo, così da far ricadere la colpa sugli Street Sharks. Il piano funziona, ma Paradigm attira a sé i quattro fratelli. Tuttavia lo scienziato decide di farli scontrare con Sharkbot, ma gli Street Sharks hanno la meglio, e Rip riesce a riprogrammare il robot che distrugge il laboratorio nel quale operava Paradigm.

## Squali in una grotta
- Titolo originale: Shark Source
- Prima TV Stati Uniti: 28 novembre 1994

Gli Street Sharks scoprono, all'interno di una grotta, una misteriosa civiltà di animali umanoidi mutati che dicono di aver conosciuto loro padre, il dottor Bolton. Sharkbot, che ubbidisce nuovamente a Paradigm, riesce a rapire uno di loro. Rip riesce tuttavia a neutralizzare il robot, mentre è lo stesso dottor Bolton che, giunto al covo di Pirana, lo rimprovera per le sue azioni malvagie e libera la creatura prigioniera. Gli squali ricevono poi un messaggio dal loro informatore misterioso, che rivela di essere loro padre.